# Condado de Peach
El condado de Peach (en inglés: Peach County), fundado en 1924 y el último del estado de Georgia en ser creado, es uno de 159 condados del estado estadounidense de Georgia. En el año 2007, el condado tenía una población de 25 672 habitantes y una densidad poblacional de 60 personas por km². La sede del condado es Fort Valley. El condado recibe su nombre en honor al durazno (peach) por ser la fruta más cultivada del estado.

## Geografía
Según la Oficina del Censo, el condado tiene un área total de 392 km² (151,4 mi²), de la cual 391 km² (151 mi²) es tierra y 1 km² (0,4 mi²) (0.26%) es agua.

### Condados adyacentes
- Condado de Bibb (norte)
- Condado de Houston (este)
- Condado de Crawford (noreste)
- Condado de Taylor (oeste)
- Condado de Macon (suroeste)

## Demografía
Según el censo de 2000, había 23 668 personas, 8436 hogares y 5997 familias residiendo en la localidad. La densidad de población era de 60 hab./km². Había 9093 viviendas con una densidad media de 23 viviendas/km². El 51.27% de los habitantes eran blancos, el 45.37% afroamericanos, el 0.33% amerindios, el 0.33% asiáticos, el 0.03% isleños del Pacífico, el 1.083% de otras razas y el 0.84% pertenecía a dos o más razas. El 4.22% de la población eran hispanos o latinos de cualquier raza.
Los ingresos medios por hogar en la localidad eran de $34 453, y los ingresos medios por familia eran $41 570. Los hombres tenían unos ingresos medios de $33 357 frente a los $24 440 para las mujeres. La renta per cápita para el condado era de $16 031. Alrededor del 20.20% de la población estaban por debajo del umbral de pobreza.

## Transporte
- Interestatal 75
- U.S. Route 341
- SR 42
- SR 49
- SR 96

## Localidades
- Byron
- Fort Valley
- Warner Robins